# Суперкубок Іраку з футболу
Суперкубок Іраку з футболу (араб. كأس السوبر العراقي) — одноматчевий футбольний клубний турнір в Іраці. У суперкубку зустрічається чемпіон країни та переможець національного кубку минулого сезону.

## Історія
Турнір був започаткований у 1986 році і був проведений під назвою Кубок наполегливості. Першим переможцем змагання став Ар-Рашид. Наступний розіграш турніру відбувся аж через 11 років у 1997 році і відтоді став регулярним до 2002 року. 
Відродження турніру вже під назвою Суперкубок Іраку відбулося у 2017 році.

## Фінали
| Сезон     | Переможець          | Фіналіст            | Рахунок            |
| --------- | ------------------- | ------------------- | ------------------ |
| 1986      | Ар-Рашид            | Ат-Талаба           | 2 – 1              |
| 1987-1996 | не проводився       | не проводився       | не проводився      |
| 1997      | Аль-Кува Аль-Джавія | Аль-Завраа          | 3 – 1              |
| 1998      | Аль-Завраа          | Аш-Шурта            | 1 – 0              |
| 1999      | Аль-Завраа          | Ат-Талаба           | 2 – 2 (5 – 4 пен.) |
| 2000      | Аль-Завраа          | Аль-Кува Аль-Джавія | 1 – 0              |
| 2001      | Аль-Кува Аль-Джавія | Аль-Завраа          | 1 – 0              |
| 2002      | Ат-Талаба           | Аль-Кува Аль-Джавія | 2 – 1 дч           |
| 2003-2016 | не проводився       | не проводився       | не проводився      |
| 2017      | Аль-Завраа          | Аль-Кува Аль-Джавія | 1 – 1 (3 – 0 пен.) |
| 2018      | не проводився       | не проводився       | не проводився      |
| 2019      | Аш-Шурта            | Аль-Завраа          | 1 – 1 (4 – 3 пен.) |
| 2020      | не проводився       | не проводився       | не проводився      |
| 2021      | Аль-Завраа          | Аль-Кува Аль-Джавія | 1 – 0              |
| 2022      | Аш-Шурта            | Аль-Карх            | 1 – 0              |
| 2023      | не проводився       | не проводився       | не проводився      |

## Титули за клубами
| Команда             | Перемоги | Фінали | Роки перемог                 |
| ------------------- | -------- | ------ | ---------------------------- |
| Аль-Завраа          | 5        | 3      | 1998, 1999, 2000, 2017, 2021 |
| Аль-Кува Аль-Джавія | 2        | 4      | 1997, 2001                   |
| Аш-Шурта            | 2        | 1      | 2019, 2022                   |
| Ат-Талаба           | 1        | 2      | 2002                         |
| Ар-Рашид            | 1        | -      | 1986                         |